# الكسندر ريبكا
الكسندر ريبكا (بالأوكرانية: Рибка Олександр Євгенійович)‏ (10 أبريل 1987 بكييف في أوكرانيا - ) هو لاعب كرة قدم أوكراني في مركز حراسة المرمى. شارك مع منتخب أوكرانيا تحت 16 سنة لكرة القدم ومنتخب أوكرانيا تحت 17 سنة لكرة القدم ومنتخب أوكرانيا تحت 18 سنة لكرة القدم ومنتخب أوكرانيا تحت 19 سنة لكرة القدم ومنتخب أوكرانيا تحت 21 سنة لكرة القدم ومنتخب أوكرانيا لكرة القدم. أما مع النوادي، فقد لعب مع دينامو كييف ونادي شاختار دونيتسك وFC Dynamo-3 Kyiv ‏ وFC Dynamo-2 Kyiv ‏ وFC Obolon Kyiv ‏.

## وصلات خارجية
- الكسندر ريبكا على موقع الاتحاد الأوربي (الإنجليزية)
- الكسندر ريبكا على موقع اتحاد تركيا (لاعب) (الإنجليزية)
- الكسندر ريبكا على موقع اتحاد أوكرانيا (الإنجليزية)
- الكسندر ريبكا على موقع قاعدة بيانات كرة القدم.إي يو (الإنجليزية)
- الكسندر ريبكا على موقع ناشيونال فوتبول تيمز (الإنجليزية)
- الكسندر ريبكا على موقع Soccerway.com (الإنجليزية)
- الكسندر ريبكا على موقع عالم كرة القدم.نت (الإنجليزية)
- الكسندر ريبكا على موقع AS.com (الإسبانية)